# اورلیک (استان آتیرائو)
اورلیک (به قزاقی: Orlik) یک منطقهٔ مسکونی در قزاقستان است که در شهرستان ایندر واقع شده‌است. اورلیک ۲٬۷۴۱ نفر جمعیت دارد.